# Nagłośnia
Nagłośnia (łac. epiglottis) – nieparzysty fałd błony śluzowej krtani ssaków, oddzielający gardziel od krtani, dzięki swojej ruchomości pełniący rolę w ochronie dolnych dróg oddechowych podczas połykania. U większości ssaków ma podłoże chrzęstne stanowiące chrząstkę nagłośniową (cartilago epiglottica), z którą bywa w uproszczeniu utożsamiana i wtedy określenia „nagłośnia” i „chrząstka nagłośniowa” stosowane są zamiennie.
U człowieka nagłośnia jest rozszerzona u góry i silnie zwężająca się ku dołowi. Składa się z chrząstki, gruczołów śluzowo-surowiczych i błony śluzowej. Jej górny brzeg, stanowiący przednio-górne ograniczenie wejścia do krtani, sięga ponad kość gnykową, z tyłu od nasady języka. Po bokach fałdy błony śluzowej – fałdy nalewkowo-nagłośniowe i fałdy gardłowo-nagłośniowe łączą nagłośnię odpowiednio z chrząstkami nalewkowatymi i ścianami bocznymi gardła. Z kolei przednia powierzchnia części nadgnykowej nagłośni połączona jest z nasadą języka trzema fałdami – fałdem językowo-nagłośniowym pośrodkowym i dwoma fałdami językowo-nagłośniowymi bocznymi. Fałdy te umożliwiają nagłośni duży zakres ruchu. Poniżej fałdów językowo-nagłośniowych przednia powierzchnia chrząstki nagłośniowej łączy się z kością gnykową więzadłem gnykowo-nagłośniowym, a dolny, wąski koniec chrząstki – z powierzchnią tylną kąta chrząstki tarczowatej więzadłem tarczowo-nagłośniowym. Więzadło to wraz z szypułką tworzy na dolnej połowie tylnej powierzchni nagłośni wyniosłość błony śluzowej – guzek nagłośniowy (tuberculum epiglotticum). Brzegi boczne i powierzchnia przednia (językowa) nagłośni pokryte są nabłonkiem wielowarstwowym płaskim, na powierzchni tylnej (krtaniowej) nabłonek ten przechodzi w nabłonek migawkowy zawierający kubki smakowe.
Podczas przełykania nasada języka i mięśnie nalewkowo-nagłośniowe wyginają część nadgnykową nagłośni do tyłu aż do zetknięcia się jej z guzkami klinowatymi i różkowatymi, co powoduje zamknięcie wejścia do krtani i ochronę jej przed aspiracją.
U noworodków nagłośnia jest wiotka i wygięta, a jej szczyt jest położony znacznie wyżej niż u dorosłych, co zwiększa ryzyko niedrożności dróg oddechowych w przypadku jej obrzęku. Ostre zapalenie nagłośni, obejmujące procesem zapalnym nagłośnię i jej okolice, występujące zwykle u małych dzieci, prowadzi do duszności mogącej zagrażać życiu.